# 7e Landingsflottielje
Het 7e Landingsflottielje (Duits: 7. Landungsflottille) was een operationele eenheid van de Duitse Kriegsmarine tijdens de Tweede Wereldoorlog. Zo’n flottielje was normaal uitgerust met onder andere 20 tot 30 stuks van de Marinefährprahm. 

## Geschiedenis

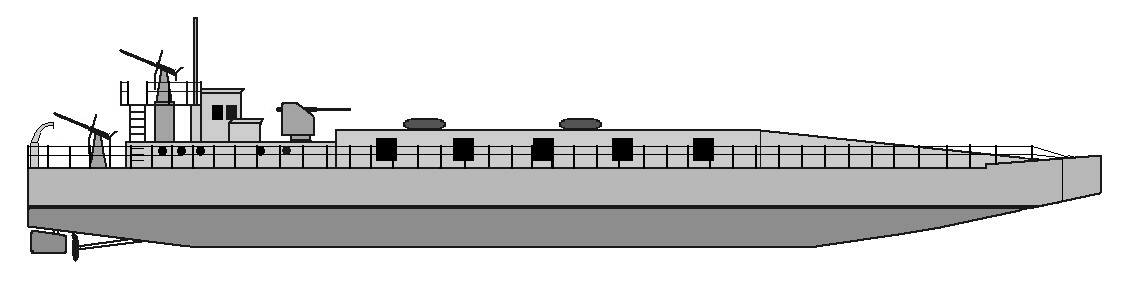
De standaarduitrusting: de Marinefährprahm

Het flottielje werd opgericht in juli 1943 bij het Marine-Sonderkommando Varna uit de MFP's die op de scheepswerven daar waren geassembleerd uit over de Donau vervoerde boten. Het flottielje werd vervolgens ingezet voor transportmissies in de westelijke Zwarte Zee en soms tot aan Kertsj en het Koebanbruggenhoofd. Van oktober 1943 tot april 1944 werd het flottielje gebruikt om Odessa te evacueren en voor transportoperaties in de westelijke Zwarte Zee. Vervolgens vereiste het grote Russische offensief op de Krim meer troepentransporten om het 17e Leger, dat daar was afgesneden, te bevoorraden. Van 7 tot 11 mei 1944 werd het bruggenhoofd van Sebastopol geëvacueerd, waarbij het flottielje zware verliezen leed, vooral door Sovjet luchtaanvallen. Het flottielje werd vervolgens gebruikt voor transport-, mijnruim- en veiligheidstaken vanuit Varna. In augustus 1944 werd ze overgebracht naar het Galați – Brăila gebied voor geplande overzet- en transporttaken op de Donau. Op 23 augustus 1944 begonnen ongeveer 15 MFP's aan de tocht over de Donau. Nadat Roemenië was overgelopen, waren er verschillende vuurgevechten tussen de Roemenen en de MFP's, die hun weg wisten te vinden naar Brza Palanka, waar de MFP's tot zinken moesten worden gebracht. Als onderdeel van het II./2. Jäger-Regiment Brandenburg marcheerden de bemanningen langs Belgrado naar Šabac, wat resulteerde in verschillende schermutselingen met Joegoslavische partizanen. In Sabac werd contact hervonden met Duitse troepen.

### Einde
Het 7e Landingsflottielje werd opgeheven eind augustus 1944 bij Brza Palanka.

## Commandanten
| Rang             | Naam            | Begin     | Eind               |
| ---------------- | --------------- | --------- | ------------------ |
| Korvettenkapitän | Bernard Stelter | juli 1943 | eind augustus 1944 |